# Goba
Pour les articles homonymes, voir Goba (homonymie).
Goba (Ge'ez: ጎባ) est une ville et un woreda du sud de l'Éthiopie. Située dans la zone Bale de la région Oromia, elle a 32 025 habitants en 2007.
Goba se trouve à près de 2 700 m d'altitude, une quinzaine de kilomètres au sud de Robe.
Ancien chef-lieu de la province de Balé puis chef-lieu du woreda Goba dans la zone Bale de la région Oromia, Goba accède au statut de woreda au plus tard en 2007. 
Goba compte 32 025 habitants au recensement national de 2007.
En 2022, sa population est estimée à 66 469 personnes avec une densité de population de 3 298 personnes par km2 et 20,15 km2 de superficie.